# ロザリオ・マルシアーノ
ロザリオ・マルシアーノ（Rosario Marciano, 1944年7月5日 - 1998年9月4日）は、ベネズエラ出身のピアノ奏者、音楽学者。
カラカス出身。地元のホセ・アンヘル・ラマ音楽学校を経て1962年からウィーン音楽院でイェルク・デムス、パウル・バドゥラ＝スコダ、アルフレッド・ブレンデル、ハンス・カンの各氏にピアノを学ぶ。一時期、師のカンとは婚姻関係にあり、デュオでの活動も行っていた。音楽学者として女性作曲家の作品の紹介にも熱心に取り組み、1981年にはウィーンで「作曲家としての女性」音楽祭を主宰し、ウィーンのアルテ・シュミーデや音楽協会などで女性作曲家の肖像画を展示する等の催しを企画した。1991年にはウィーン夏期音楽祭で「モーツァルトの周辺の女性たち」と題する展覧会も企画している。1994年から母校のウィーン国立音楽大学でピアノを教えた。
カラカスにて死去。